# Natriumcyanid
Natriumcyanid är ett mycket giftigt salt av den svaga syran vätecyanid. I kontakt med vattenånga utsöndrar den vätecyanid.

## Framställning
Natriumcyanid framställs genom att neutralisera vätecyanid (HCN) eller formamid (CH3NO) med natriumhydroxid.
{\displaystyle {\rm {HCN+NaOH\rightarrow NaCN+H_{2}O}}}
{\displaystyle {\rm {CH_{3}NO+NaOH\rightarrow NaCN+2\ H_{2}O}}}

## Egenskaper
Cyanider är bland de snabbast verkande av alla kända gifter. Den lamslår cellernas förmåga att uppta syre och i tillräcklig mängd leder den snabbt till döden genom syrebrist.
Väteperoxid kan bryta ner natriumcyanid till natriumcyanat (NaOCN). Processen berövar ämnet dess giftighet.
{\displaystyle {\rm {NaCN+H_{2}O_{2}\rightarrow NaOCN+H_{2}O}}}
Natriumcyanid tillhör det fåtal ämnen som kan bilda kemiska föreningar med ädelmetaller vid rumstemperatur.

## Användning

### Gruvdrift
Natriumcyanid används för att utvinna guld och andra ädla metaller genom att bilda vattenlösliga metall-cyanid föreningar. Metoden kallas MacArthur-Forrest processen.
{\displaystyle {\rm {4\ Au+8\ NaCN+O_{2}+2\ H_{2}O\rightarrow 4\ Na[Au(CN)_{2}]+4\ NaOH}}}
Metoden är kontroversiell på grund av användandet av mycket giftiga cyanider, och är olaglig i många länder på grund av det.

### Kemi
Inom organisk kemi används cyanider för att tillverka nitriler.

### Gift
På grund av att giftet är så snabbverkande används det ibland vid mord och självmord. Det används också som alternativ till dynamit vid tjuvfiske eftersom metoden är tystare. Många havsfångade akvariefiskar från sydostasien har bedövats med natriumcyanid innan de fångats. Inom entomologin används den ibland som ett starkare alternativ till eter.